# Maria (orkaan)
| Top 10 krachtigste orkanen in het Atlantisch bassin gemeten naar luchtdruk. | Top 10 krachtigste orkanen in het Atlantisch bassin gemeten naar luchtdruk. | Top 10 krachtigste orkanen in het Atlantisch bassin gemeten naar luchtdruk. | Top 10 krachtigste orkanen in het Atlantisch bassin gemeten naar luchtdruk. |
| Rang                                                                        | Orkaan                                                                      | Seizoen                                                                     | Minimale druk in mbar (hPa)                                                 |
| --------------------------------------------------------------------------- | --------------------------------------------------------------------------- | --------------------------------------------------------------------------- | --------------------------------------------------------------------------- |
| 1                                                                           | Wilma                                                                       | 2005                                                                        | 882                                                                         |
| 2                                                                           | Gilbert                                                                     | 1988                                                                        | 888                                                                         |
| 3                                                                           | "Labour Day"                                                                | 1935                                                                        | 892                                                                         |
| 4                                                                           | Rita                                                                        | 2005                                                                        | 895                                                                         |
| 5                                                                           | Allen                                                                       | 1980                                                                        | 899                                                                         |
| 6                                                                           | Katrina                                                                     | 2005                                                                        | 902                                                                         |
| 7                                                                           | Camille                                                                     | 1969                                                                        | 905                                                                         |
| 7                                                                           | Mitch                                                                       | 1998                                                                        | 905                                                                         |
| 9                                                                           | Dean                                                                        | 2007                                                                        | 906                                                                         |
| 10                                                                          | Maria                                                                       | 2017                                                                        | 908                                                                         |
| Bron: Amerikaans departement van Handel                                     |                                                                             |                                                                             |                                                                             |

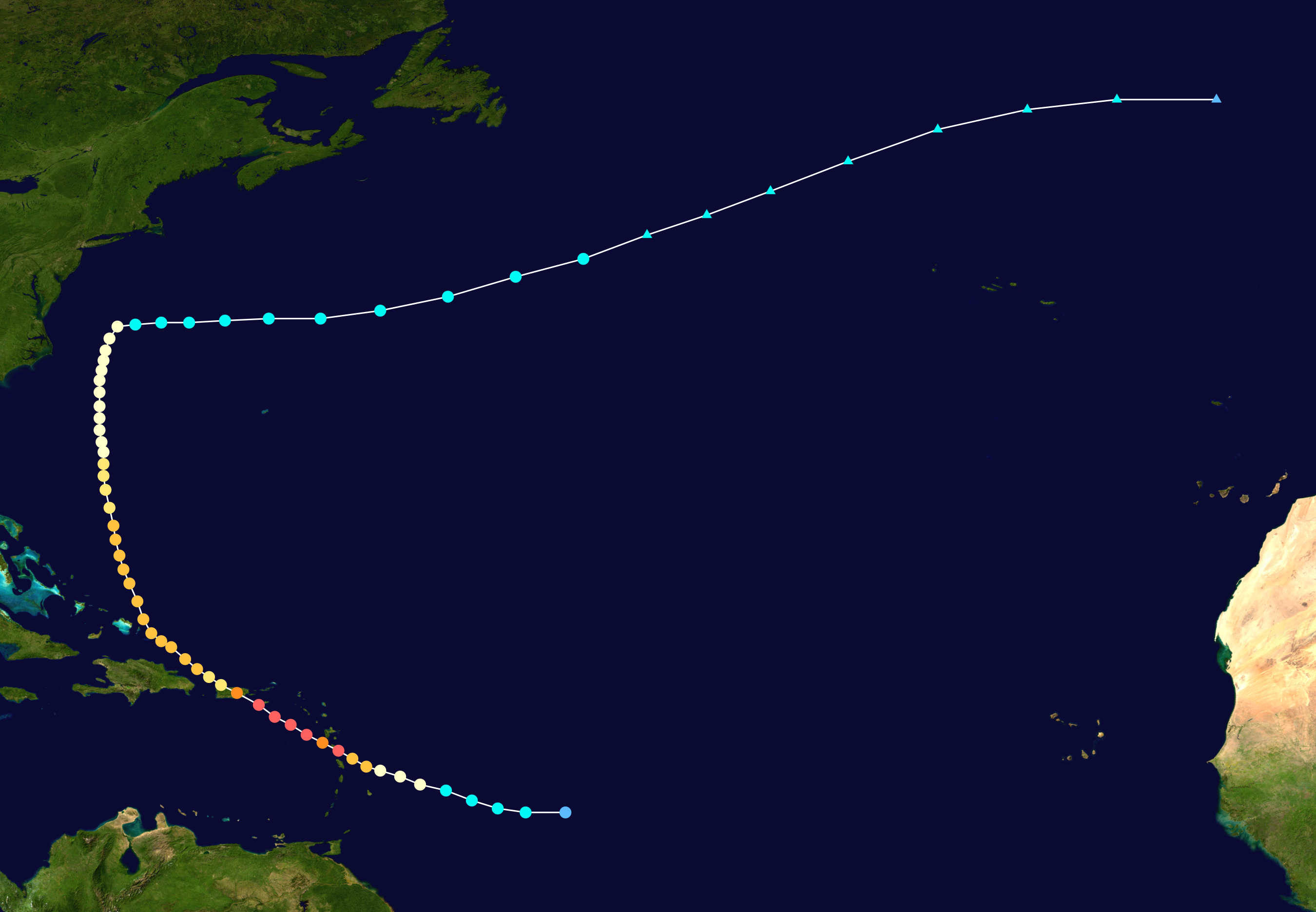
Traject van de orkaan Maria

Infraroodopname bij het passeren van St. Croix en Vieques met het bereiken van Puerto Rico door het oog op 20 september

Orkaan Maria was in 2017 de tweede orkaan van de vijfde categorie die boven de Atlantische Oceaan tot stand kwam. De orkaan bereikte categorie 5 op de Schaal van Saffir-Simpson en was de dodelijkste orkaan sinds Jeanne in het Atlantisch orkaanseizoen 2004. Het was wereldwijd de krachtigste tropische cycloon van 2017, de dertiende die een naam kreeg, de achtste opvolgende cycloon, de tweede van categorie 5 en de dodelijkste van het actieve Atlantisch orkaanseizoen 2017. Herstelwerk op de Bovenwindse Eilanden, die eerder waren geraakt door orkaan Irma, werd erdoor gecompliceerd. De meeste schade werd aangericht in Puerto Rico, Maria staat op de derde plaats van Atlantische cyclonen naar schadebedrag.

## Ontwikkeling orkaan
Maria ontstond uit een tropische golf die op 12 september de westkust van Afrika verliet. Toen het systeem westwaarts bewoog over de tropische Atlantische Oceaan, gestuurd door een ten noorden ervan gelegen hogedrukrug, kwam er meer structuur in. Op 16 september had het lagedrukgebied zich ontwikkeld tot een tropische depressie, met convectiebanden die regenzones deden ontstaan die rond een steeds duidelijker circulatiecentrum draaiden. Op dat moment lag de depressie ongeveer 1200 kilometer ten oosten van Barbados. De omstandigheden, bestaande uit een hoge zeewatertemperatuur van 29°C, weinig wind shear en vochtige lucht tot op grote hoogte, leidden tot de ontwikkeling van tropische storm Maria 6 uur later. Satellietbeelden hadden inmiddels een duidelijke cyclonale circulatie aan het aardoppervlak aangetoond.
De orkaan was op 18 september geïntensiveerd tot categorie 5 vlak voor het bereiken van Dominica, het was voor dat eiland de eerste categorie-5 orkaan sinds het begin van de waarnemingen. Na enige afzwakking wegens het passeren van Dominica bereikte Maria de grootste kracht over het oostelijk Caraïbisch gebied, met een maximum windsnelheid van 280 km/u en een kerndruk van 908 mbar. Op 20 september vond een eyewall replacement cycle plaats, waarbij de wolkenmuur direct rond het oog in betekenis afneemt. Hierdoor was de kracht wat afgenomen tot categorie 4 toen Puerto Rico werd bereikt. Interactie met land zorgde voor een verdere verzwakking, al werd de orkaan weer wat sterker toen deze langs het noordoosten van de Bahamas trok. Langzaam naar het noorden bewegend, nam de kracht geleidelijk af tot een tropische storm op 28 september. Deze kwam in een westelijke stroming boven het midden van de Atlantische Oceaan terecht, trok daarin versneld naar oost tot noordoost en was op 2 oktober verdwenen.

## Gevolgen
Op 18 september 2017 trok het oog van de orkaan over het eiland Dominica, waar hij schade aanrichtte aan 90% van de gebouwen. Op het gehele eiland viel de communicatie uit. Veel huizen en infrastructuur was niet meer te herstellen, de weelderige vegetatie was grotendeels ontworteld. Guadeloupe en Martinique kregen te maken met uitgebreide overstromingen, beschadigde daken en ontwortelde bomen.
In de dagen daarna richtte de orkaan vooral zeer grote schade aan op Puerto Rico. Ook ontstond een humanitaire crisis door overstromingen en gebrek aan hulpmiddelen, verergerd door het trage hulpverleningsproces. In juni 2018 zaten nog steeds duizenden huizen en bedrijven zonder elektriciteit. Maria was de derde opvolgende grote orkaan in twee weken die de Bovenwindse Eilanden bereikte, nadat Irma twee weken daarvoor enkele van de eilanden had getroffen en een volgende tropische storm kort erna gevaarlijk dicht langs trok, met stormwinden op Barbuda.
Het dodental op Puerto Rico, door de autoriteiten eerst vastgesteld op 64, werd na enkele onderzoeken bijgesteld op 1.400 tot 5.740 personen. De officiële schatting van 2975 is gebaseerd op een onderzoek ingesteld door de gouverneur, waarvoor onderzoekers van de George Washington University statistische modellen hadden ontwikkeld. Het aantal betreft zowel directe als indirecte slachtoffers. Zo'n 300.000 Puerto Ricanen (9% van de bevolking) vluchtten in het jaar dat volgde naar de continentale VS.
De naam Maria is vanwege de buitengewoon verwoestende werking van deze orkaan door de Wereld Meteorologische Organisatie van de lijst van standaardnamen voor orkanen geschrapt en vervangen door Margot.
Ook de SSS-eilanden Sint Maarten, Saba en Sint Eustatius ondervonden hinder van Maria, maar de schade was in grote lijnen minder dan na Irma. Op Sint Eustatius kwam het oceaanwater tot aan de kliffen van Zeelandia-beach, waardoor ten minste 25 zeeschildpad-nesten onder water kwamen en verloren gingen.
| Gebied                            | Doden   | Schade (2017 USD) |
| --------------------------------- | ------- | ----------------- |
| Dominica                          | 65      | 931 Miljoen       |
| Guadeloupe (Frankrijk)            | 2       | 120 Miljoen       |
| Martinique (Frankrijk)            | 0       | n/a               |
| Saint Kitts and Nevis             | 0       | 13 Miljoen        |
| Amerikaanse Maagdeneilanden (USA) | 2       | 13 Miljoen        |
| Puerto Rico (VS)                  | 2.975   | 95 Miljard        |
| Dominikaanse Republiek            | 5       | 63 Miljoen        |
| Haïti                             | 3       | n/a               |
| Oostkust Verenigde Staten         | 4       | n/a               |
| totaal:                           | > 3.000 | >96,1 miljard     |

## Afbeeldingen

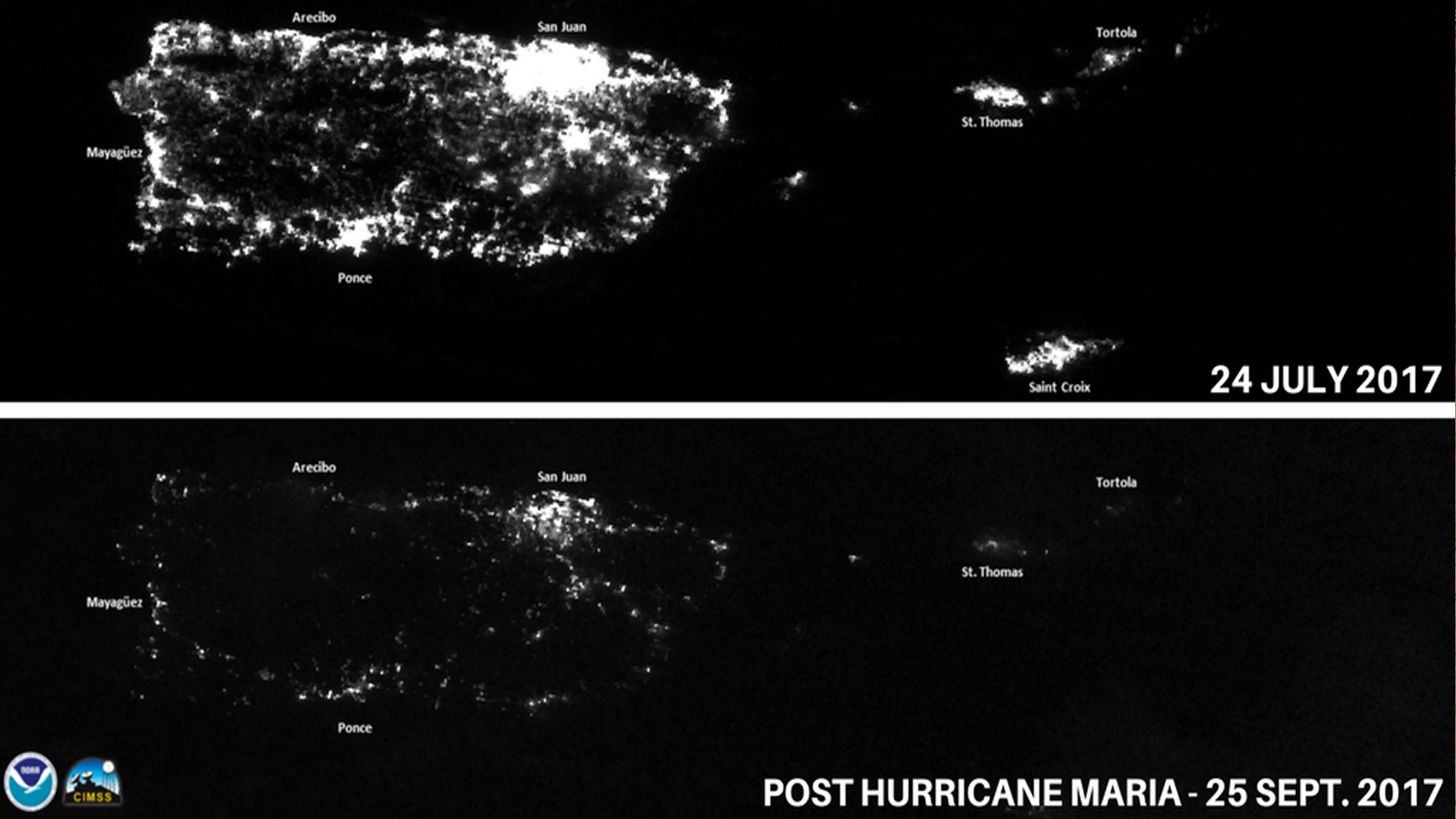
Vergelijking van de nachtelijke verlichting in Puerto Rico voor (boven) en na (onder) passage van Maria
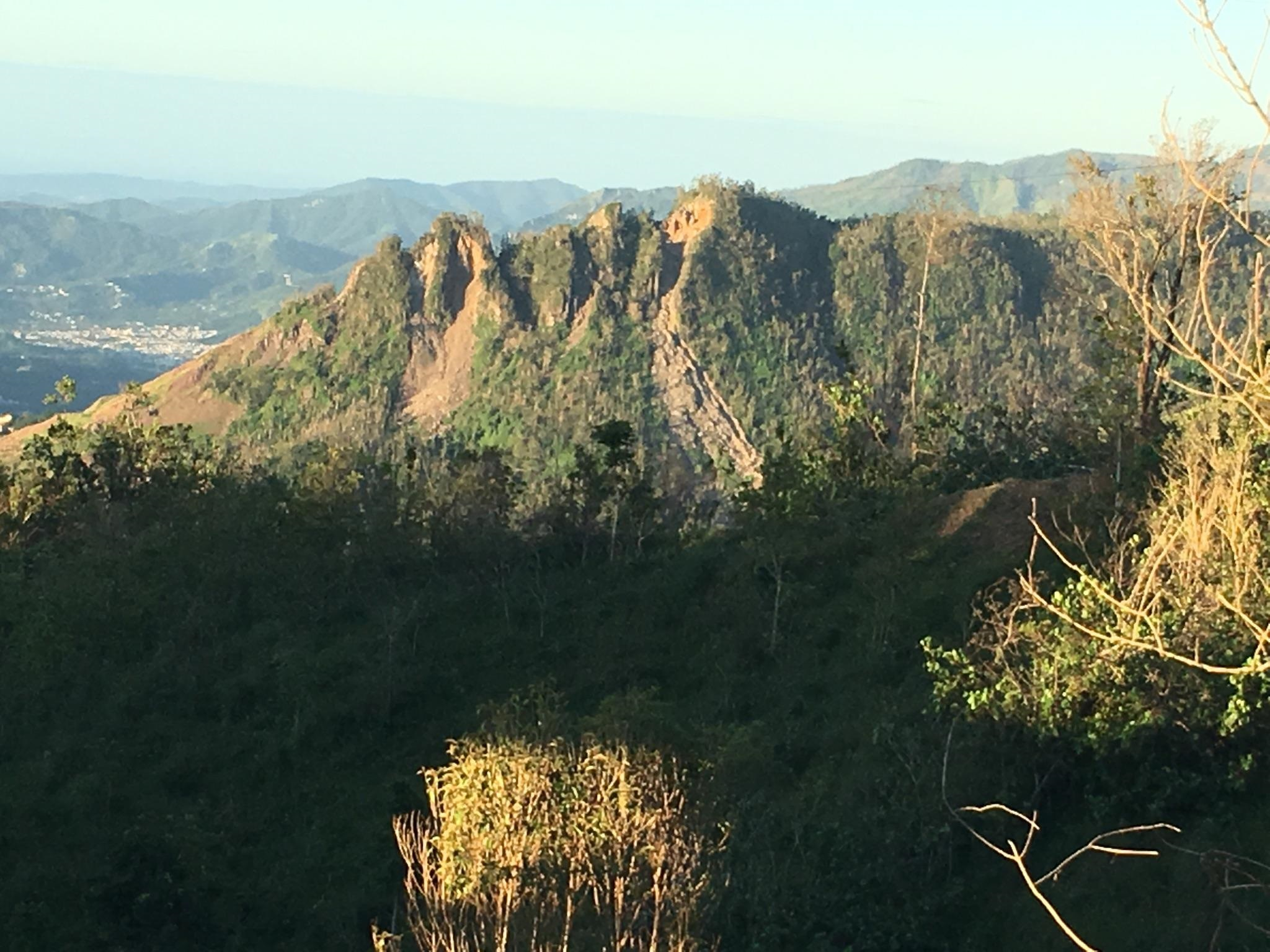
Ingezakte berg door zware regen en wind in Villalba
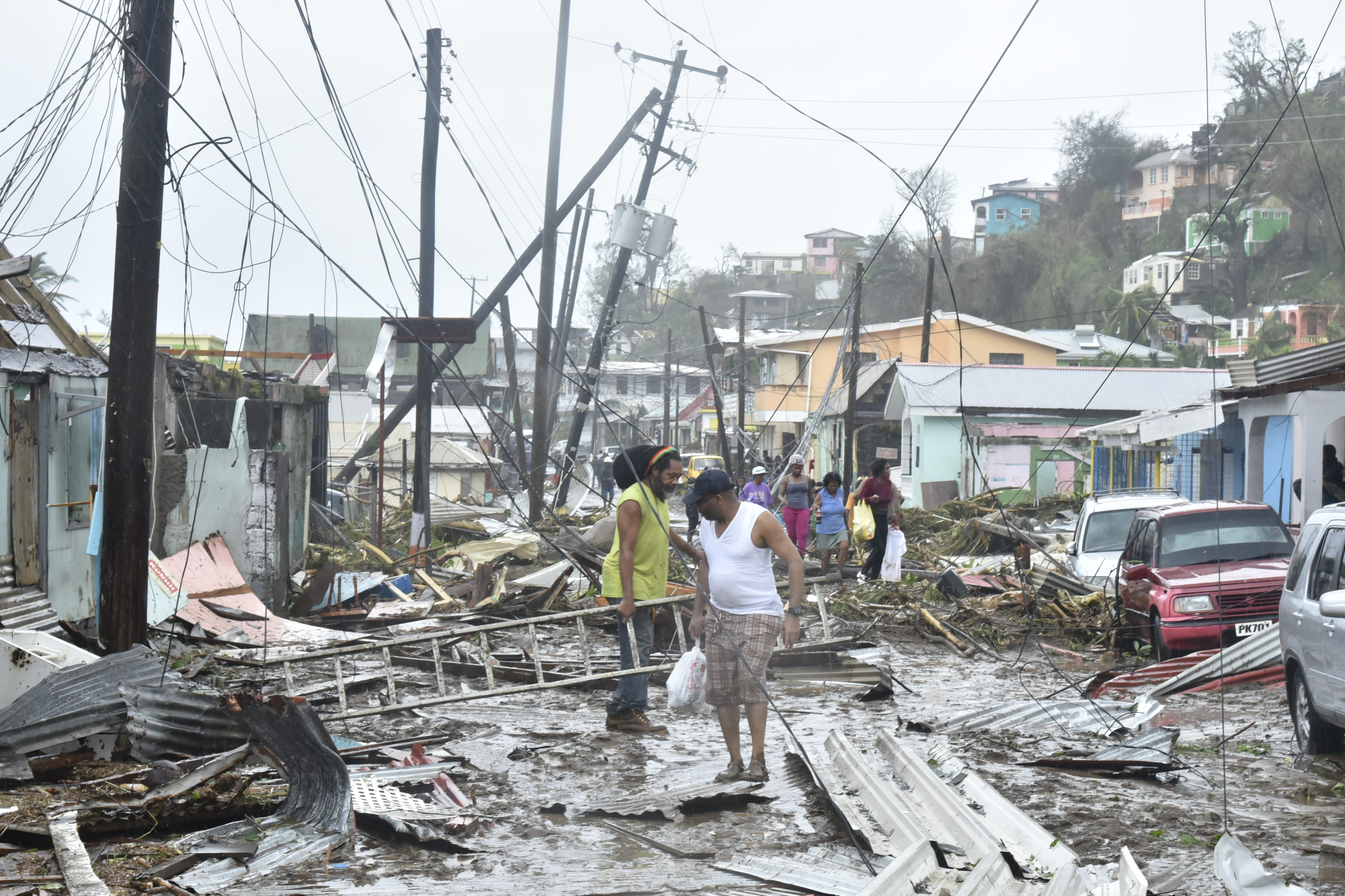
Een weg in Roseau, de hoofdstad van Dominica, is geblokkeerd door puin, takken en bomen en elektriciteitspalen
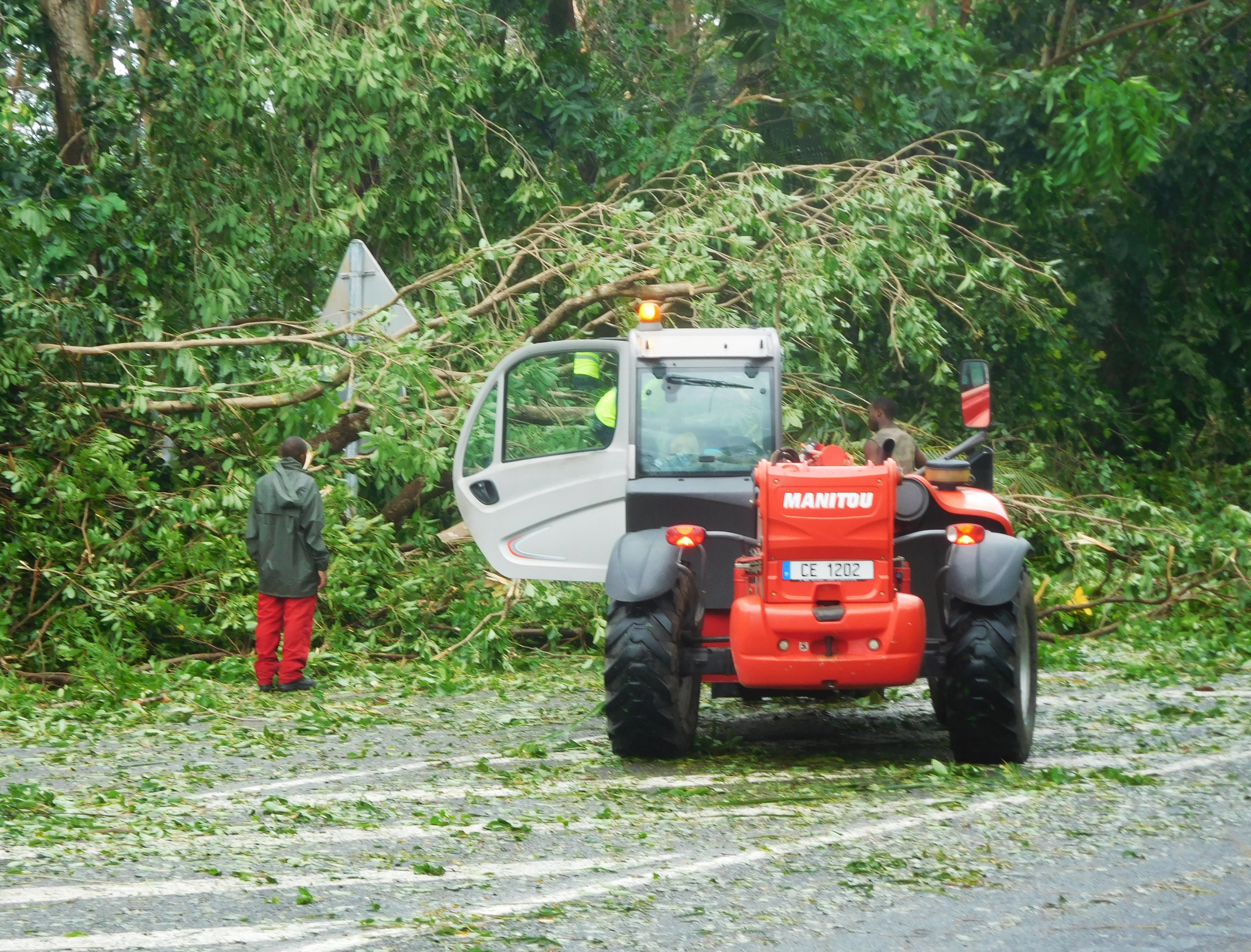
Omgewaaide bomen versperren wegen in Guadeloupe
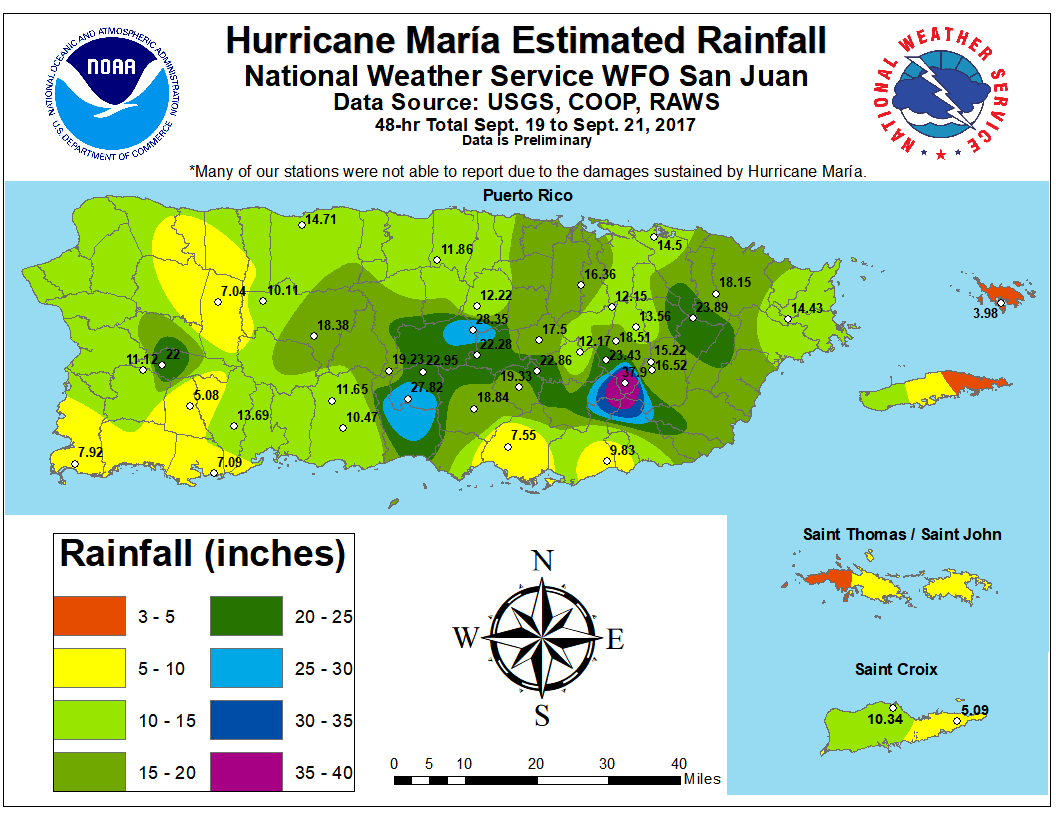
Neerslaghoeveelheid in Puerto Rico binnen 48 uur. Geschatte hoeveelheden, en exacte hoeveelheden waar beschikbaar
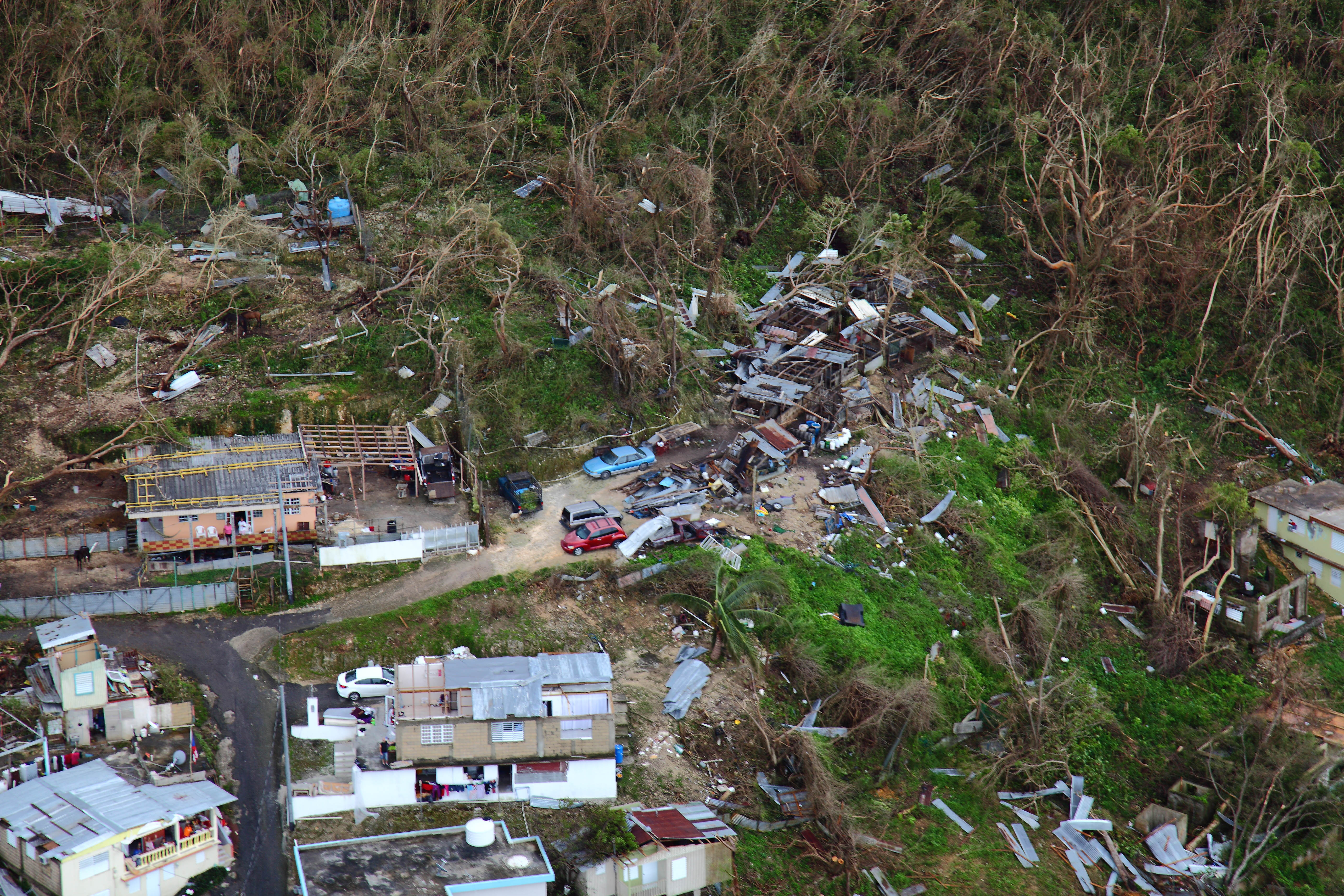
Vernielde en beschadigde huizen, en gestripte bomen in Puerto Rico